# Winston McQuade
Winston McQuade est un animateur de télévision et un acteur né le 16 août 1943.
En 1970, il devient directeur des programmes à la station CHRC, dans la ville de Québec, avant d'entreprendre une carrière d'une trentaine d'années pour Radio-Canada.
En 1979, il co-anime l'émission L'Heure de pointe avec l'animatrice et chanteuse Renée Claude.
Parmi les émissions qui l'ont rendu célèbre figurent La Soirée du hockey, Winston dans les îles, Winston reçoit et plusieurs autres.
Il est devenu le porte-parole télévisuel de Greiche & Scaff à partir de 2014.
Il est également connu pour être le père de l'animatrice de Radio-Canada Pénélope McQuade.